# Haplophthalmus abbreviatus
Haplophthalmus abbreviatus is een pissebed uit de familie Trichoniscidae. De wetenschappelijke naam van de soort is voor het eerst geldig gepubliceerd in 1928 door Verhoeff.